# Zürich Wiedikon
Zürich Wiedikon (niem. Bahnhof Zürich Wiedikon) – stacja kolejowa w Zurychu, w kantonie Zurych, w Szwajcarii. Znajduje się w dzielnicy Wiedikon. Otwarta w 1875 roku przez Schweizerische Nordostbahn (NOB), na Linksufrige Zürichseebahn. Obecnie jest obsługiwana przez pociągi S-Bahn (linie S2, S8, S21, S24). Znajduje się na wysokości 405 metrów n.p.m.